# Alban Lenoir
Pour les articles homonymes, voir Lenoir.
Alban Lenoir, né le 16 décembre 1980 à Dijon, est un acteur français.
Il joue au cinéma dans des films comme Les Gamins, Antigang ou Un Français, et à la télévision dans Kaamelott, Hero Corp ou Lazy Company. Il est également figurant cascadeur dans des films comme Taken (il joue un agent de sécurité qui se fait frapper par le héros) ou Narco.

## Biographie

### Carrière
En 2005, Alban Lenoir coécrit avec Simon Astier la pièce de théâtre Entre deux, dans laquelle il joue. Il s’agit en réalité d’une série de 13 sketches racontant quelques aventures de deux personnages, Alban et Simon.
En 2007, il incarne un personnage dans la série Kaamelott nommé Ferghus, un des guerriers de Lancelot. Ce personnage se fait remarquer, entre autres, pour son vocabulaire limité et sa naïveté.
Toujours en 2007, il est aussi l’un des acteurs et auteurs principaux de la série Off Prime, où il tient le rôle de « JB », l’assistant de Virginie Efira.
De 2008 à 2017, il interprète le rôle de Klaus « Force Mustang » dans la série Hero Corp, un héros ayant le pouvoir de télékinésie mais préférant devenir l'homme le plus fort du monde. C'est un personnage touchant et un peu rude, meilleur ami du personnage principal John interprété par Simon Astier, créateur de la série.
En 2011, il a participé au clip Mon coloc’ de Max Boublil diffusé sur Internet le 5 février.
En 2012, il joue le rôle de Romain aux côtés d'Alain Chabat (Gilbert), Max Boublil (Thomas) et Sandrine Kiberlain (Suzanne) dans le film Les Gamins de Anthony Marciano.
De 2013 à 2015, il interprète le rôle du sergent Chester, militaire ambitieux mais assez malchanceux qui souhaite montrer sa force et son courage, dans la série Lazy Company de Samuel Bodin et Alexandre Philip.
Durant l'automne 2014, il tourne à Paris un film de Benjamin Rocher, Antigang, en compagnie de Jean Reno et Thierry Neuvic.
Mais c'est en 2015, que sa carrière prend une nouvelle dimension, avec Un Français réalisé par Diastème. Un film qui lui vaudra une nomination aux Révélations des Césars en 2016.
Confirmant sa montée dans le milieu du cinéma français, il tourne en 2015 Brice 3 aux côtés de Jean Dujardin et Bruno Salomone (le film fera un peu moins de deux millions d'entrées), monte les marches du festival de Cannes 2018 au côté de Marion Cotillard pour Gueule d'ange de Vanessa Filho et joue le rôle principal dans L'Intervention de Fred Grivois en 2019, film tourné au Maroc.
En 2019, il est à l'affiche du film Les Crevettes pailletées et tourne dans la série Marianne pour Netflix.
En 2020, il tient le rôle principal dans Balle perdue de Guillaume Pierret pour Netflix, pour lequel il a également participé à l'adaptation et aux dialogues. Il tient également le rôle principal de sa suite, Balle perdue 2 (dont il est aussi le coscénariste), sortie en novembre 2022 sur la même plateforme. Il reprend son rôle dans Balle perdue 3, sorti en 2025.

### Vie privée
Né et ayant grandi à Dijon, Alban Lenoir y a été élevé par Françoise, une mère célibataire. Après un visionnage de Bloodsport à l'âge de 9 ans, il décide de devenir acteur de films d'action et quitte le domicile familial à 17 ans pour monter à Paris et poursuivre son rêve.
Alban Lenoir est en couple avec Anne Serra. En 2018, le couple accueille son premier enfant, un garçon prénommé Lino,.

## Filmographie

### Acteur

#### Cinéma
- 2002 : La Vérité sur Charlie de Jonathan Demme : un skinhead
- 2003 : Monsieur N. d’Antoine de Caunes : un des porteurs du cercueil de l'Empereur
- 2003 : Le Convoyeur de Nicolas Boukhrief : un homme du commando
- 2006 : Les Aristos de Charlotte de Turckheim : un voyou
- 2007 : Pur Week-end d'Olivier Doran : un gendarme
- 2008 : Taken de Pierre Morel : l'agent de sécurité devant l'ascenseur de Saint-Clair
- 2009 : Le Missionnaire de Roger Delattre : le concessionnaire
- 2011 : L'Art de séduire de Guy Mazarguil : Philippe
- 2012 : Bye Bye Blondie de Virginie Despentes : un policier
- 2013 : Les Gamins d'Anthony Marciano : Romain
- 2013 : Gibraltar de Julien Leclercq : Philippe
- 2014 : Goal of the Dead de Benjamin Rocher et Thierry Poiraud : Sam Lorit
- 2014 : Drama de Sophie Mathisen : Peter
- 2015 : Antigang de Benjamin Rocher : Niels Cartier
- 2015 : Un Français de Diastème : Marco Lopez
- 2016 : Brice 3 de James Huth : Gregor d'Hossegor
- 2016 : La Folle Histoire de Max et Léon de Jonathan Barré : un résistant
- 2017 : Le Semeur de Marine Francen : Jean
- 2017 : Sparring de Samuel Jouy : Marvin Mathis
- 2018 : Gueule d'ange de Vanessa Filho : Julio
- 2018 : Mauvaises herbes de Kheiron : Franck
- 2019 : L'Intervention de Fred Grivois : André Gerval
- 2019 : Les Crevettes pailletées de Cédric Le Gallo et Maxime Govare : Jean
- 2020 : Balle perdue de Guillaume Pierret [7] : Lino
- 2020 : La Forêt de mon père de Vero Cratzborn : Jimmy
- 2021 : Kaamelott : Premier Volet d'Alexandre Astier : Ferghus
- 2022 : Big Bug de Jean-Pierre Jeunet : Greg
- 2022 : La Revanche des Crevettes pailletées de Cédric Le Gallo et Maxime Govare : Jean
- 2022 : Selon la police de Frédéric Videau : Drago
- 2022 : Le Monde d'hier de Diastème : Patrick Hérouais
- 2022 : Couleurs de l’incendie de Clovis Cornillac
- 2022 : Balle perdue 2 de Guillaume Pierret : Lino (également scénariste)
- 2023 : AKA de Morgan S. Dalibert : Adam Franco (également scénariste)
- 2023 : Marinette de Virginie Verrier : le père de Marinette
- 2023 : Antigang, la relève de Benjamin Rocher : Niels Cartier
- 2024 : Le Salaire de la peur de Julien Leclercq : Alex
- 2024 : Joli Joli de Diastème : le journaliste
- 2025 : Rapide de Morgan S. Dalibert : Stanislas de Clermont Tonnerre
- 2025 : Balle perdue 3 de Guillaume Pierret : Lino
- 2025 : Les Orphelins d'Olivier Schneider : Gabriel (également scénariste)
- 2026 : Changer l'eau des fleurs de Jean-Pierre Jeunet

#### Télévision
- 2006 : Engrenages : un policier
- 2006 : Kaamelott : Ferghus
- 2006 : Boulevard du Palais : Gilles Ravelli
- 2007 : Off Prime : JB
- 2008 : Les Enfants d'Orion : Ben
- 2008 : Central Nuit : stagiaire Vigny
- 2008 - 2017 : Hero Corp : Klaus alias “Force Mustang”
- 2008 : A.K.A : un pilote
- 2011 : Saïgon, l'été de nos 20 ans : soldat infirmier Pujol
- 2012 : Interpol : Pierre Combaz
- 2012 : WorkinGirls : un laveur de vitres
- 2012 : Enquêtes réservées : Ralph Mortensen
- 2013 - 2015 : Lazy Company : sergent, puis lieutenant, puis major Lee Chester
- 2013 : Détectives : Arnaud, le client
- 2014 : Le sang de la vigne : Aurélien Orgelet
- 2014 : Scènes de ménages : Nico
- 2015 : En Famille : un ami de Kader et Roxanne
- 2015 : Les Petits Meurtres d'Agatha Christie : Paul Coupet
- 2015 : Loin de chez nous : le soldat au garot
- 2017 : T.A.N.K : Alexandre Braun
- 2019 : Marianne : Inspecteur Ronan
- 2020 : Cheyenne et Lola (série OCS)
- 2021 : La Bonne Conduite d'Arnaud Bedouët : Pierre
- 2022 : Visitors (série) de Simon Astier : Pierre Emmanuel
- 2024 : Top Gear France saison 9 : lui-même
- 2025 : Lucky Luke de Benjamin Rocher : Lucky Luke

#### Courts métrages
- 2003 : The Green Hornet d'Aurélien Poitrimoult
- 2011 : Juste Avant l'Aube de Romain Quirot
- 2011 : La Vitesse du Passé de Dominique Rocher : Joseph
- 2012 : Jeux Funèbres de Christophe Binder
- 2016 : Arborg d'Antoine Delelis
- 2018 : L'Amazone d'Alexandra Naoum
- 2020 : Love U Hiroshima de Jules César Brechet

#### Clips
- 2011 : Mon Coloc de Max Boublil
- 2012 : Whisper de Superbus
- 2012 : Nobody but you de Nadéah
- 2012 : Spite de Vandaveer
- 2012 : Fly de Mr John Lewis
- 2014 : Kamikaze de Disiz

### Doublage
- 2025 : Elio : l'ambassadeur Tegmen[8],[n 1]

### Cascadeur
- 2004 : Narco de Tristan Aurouet et Gilles Lellouche
- 2006 : Les Brigades du Tigre de Jérôme Cornuau
- 2008 : Les Femmes de l'ombre de Jean-Paul Salomé
- 2008 : Taken de Pierre Morel
- 2009 : Le missionnaire de Roger Delattre
- 2010 : La Princesse de Montpensier de Bertrand Tavernier
- 2010 : Hors-la-loi de Rachid Bouchareb
- 2011 : Braquo (série TV)

## Théâtre
- 2005 : Entre deux, coauteur avec Simon Astier, metteur en scène et acteur avec Simon Astier, Théâtre de Lulu sur la colline, (Lyon)
- 2011 : Lady Oscar de Guillaume Mélanie, adaptation d'après Oscar de Claude Magnier, mise en scène Éric Civanyan, Théâtre de la Renaissance

## Jeux vidéo
- 2004 : Tom Clancy's Ghost Recon 2
- 2006 : Tom Clancy's Rainbow Six: Vegas
- 2008 : Haze
- 2009 : I Am Alive (capture de mouvement)[9]

## Distinction

### Nomination
- 2016 : Lumière de la révélation masculine pour Un Français